# 成井英夫
成井 英夫（なるい ひでお、1952年（昭和27年）9月23日 - 2007年（平成19年）6月26日）は、日本の政治家。福島県白河市長（2期）。位階は従五位。旭日小綬章受章。

## 経歴
現在の福島県白河市出身。1977年（昭和52年）福島県立医科大学卒業。卒業後は総合磐城共立病院外科医長、新白河中央病院副院長などを歴任する。1991年（平成3年）福島県議会議員選挙に無所属で立候補し、自民党公認の現職などを破って初当選した。以来連続3期務める。この間に自民党に入党した。2002年（平成14年）に白河市長選挙に立候補し、現職の今井忠光を破って初当選。2005年（平成17年）に白河市は近隣の西白河郡表郷村、大信村、東村と合併し、新しい白河市が発足、合併後の市長選挙に立候補し、無投票で当選した。2年後の2007年（平成19年）に市長在職に肝細胞癌破裂のため死去した。死没日付をもって叙従五位、旭日小綬章を受章。